# Tereza Aragão
Tereza Aragão († 1993) war eine brasilianische Schauspielerin, Produzentin und politische Aktivistin.
Gemeinsam mit Sérgio Cabral produzierte sie in den 1960er Jahren im Teatro Opinião in Rio de Janeiro die Show „A Fina Flor do Samba“, die Martinho da Vila und Nêga Pelé zum Durchbruch verhalf.
Die Band Aparecida zollte Tereza Aragão mit einem Lied Tribut. In Rio de Janeiro wurde im Stadtteil Ipanema eine Straße nach ihr benannt.